# Sonja Kastl
Sonja Kastl (Zagreb, 14. srpnja 1929.) je hrvatska filmska i kazališna glumica, pedagoginja, balerina i koreografkinja.

## Životopis

### Rani život
Sonja Kastl rođena je 14. srpnja 1929. u Zagrebu. Potječe iz građanske židovske obitelji. Otac Đuro bio je arhitekt, a majka Josipa operna pjevačica koja je svoju karijeru naprasno prekinula zbog neodobravanja supruga i njegove obitelji. Sonjina obitelj je rodbinski povezana s hrvatskim političarem Stjepanom Radićem.

### Karijera
Počela je plesati u dobi od pet godina u ritmičkoj školi Mirjane Janeček Stropnik, a kao školarka je plesala u kazalištu "Dječje carstvo" Tita Strozzija i Mladena Širole. U tom je kazalištu Sonja pjevala i plesala u baletima "Crvenkapica", "Tri djevojčice" i "Kraljica lutaka". Profesionalnu karijeru balerine započinje 1944. godine u Baletu Zagrebačke opere, a 1947. pleše solističke uloge. Nastupala je u baletima kao što su "Trnoružica", "Balada o srednjovjekovnoj ljubavi", "Romeo i Julija", "Coppelia", "Pepeljuga", "Pokolj Amazonki", "Čudesni mandarin", "Đavao u selu". S potonjom predstavom proputovala je svijet zajedno s koreografima Pijom i Pinom Mlakar.
Jedinu filmsku ulogu Sonja je ostvarila u filmu "Zastava" gdje je utjelovila lik mlade i perspektivne balerine Marije.
Sonja je napustila karijeru plesačice u 35. godini života, zbog ozljede koljena. Ubrzo postaje ravnateljica Baleta HNK. Idućih 40 godina se bavila koreografijom.
Godine 2007. izdana je njena monografija "Plesati znači živjeti" koju su napisali pjevač i publicist Davor Schopf i plesač i baletni kritičar Mladen Mordej Vučković.

### Privatni život
Iz drugog braka s liječnikom Borisom Zimermannom imala je kćer Marinu koja je poginula u prometnoj nesreći u 22. godini života.

## Filmografija

### Filmske uloge
- "Zastava" kao Marija (1949.)

## Vanjske poveznice
- Sonja Kastl u internetskoj bazi filmova IMDb-u (engl.)